# Костянтин Мусатов
Костянтин Мусатов (рум. Constantin Mușat; нар. 10 вересня 1890, Домнешть (Ілфов) — пом. 14 серпня 1917, Ойтузький район) — румунський військовослужбовець, герой під час Першої світової війни, полеглим на полі бою в Третій битві при Ойтузі.
Мусатов походив із сім'ї селян-землеробів із повіту Келераші. Будучи підлітком він вирушив до Бухареста, де отримав кваліфікацію кравця, якою він займався у своєму рідному селі, доки не пішов до армії.
У 1912—1914 роках він проходив дійсну військову службу у підрозділі 1-го гвардійського полку у Констанці. Після демобілізації він був зосереджений у тому самому підрозділі, який у 1915 році мав бути направлений до Сінаю, як підрозділ королівської гвардії.
Брав участь у військових діях Першої світової війни у кампаніях 1916 та 1917 років, будучи призначеним командиром групи у 2-й роті 1-го батальйону 2-го стрілецького полку. Разом зі своїм підрозділом він брав участь у Трансільванському наступі та битві в долині Олт, в якій він отримав кілька легких поранень. Під час боїв у районі Рапа Розі і Римніку-Серат він був важко поранений, згодом йому ампутували ліве передпліччя.
Після закінчення терміну одужання він відмовився від медичної виписки, попросивши дозволу повернутися на фронт, для чого був викликаний королем Фердинандом I до армії. Повернувшись, він взяв участь у військових діях як гранатометник, упавши на службі 14 серпня 1917 року в боях на Пагорбі Чіосуріле — Кашин.
За словами короля Фердинанда I, Мусатов подавав чудовий приклад своїм товаришам. Він був однією з жертв боротьби за національну єдність і залишився в колективній пам'яті румунів, будучи також одним із прототипів типових героїв війни. Він належить до тих діячів, чиї діяння були увічнені у бронзі та камені, зафіксовані в історичних трактатах чи літературних творах. Але інші схожі на нього постаті — такі ж реальні — не скористалися таким статусом.

## Біографія
Костянтин Мусатов народився 10 вересня 1890 року у селі Домнешті, сьогодні у комуні Клінчень у Ілфові (жудець) (раніше також у міжвоєнному повіті Ілфов). Його батьками були Іван і Чира Мушат, селяни. Пізніше сім'я переїхала до села Смардан у колишньому міжвоєнному повіті Яломиця (зараз входить у комуну Чокенешть, Келераш). У 1903 році він закінчив початкову школу в селі Богата (комуна Раса) (частина міжвоєнного повіту Яломиця).
Після смерті батька сім'я переїхала до села Флороайка. Костянтин Мусатов вирушив у Бухарест, де навчився кравецькому ремеслу, повернувся до Флороайки в 1910 році, де почав практикувати професію кравця.

## Військова кар'єра

### Військова служба
У 1912 році Костянтин Мусатов почав військову службу, спочатку в полку Матея Басараба №35 у Чернаводе, звідки пізніше був переведений в 11 роту 1-го гвардійського полку, розквартированного в Констанці. Під час
Другої Балканської війни в 1913 році 11-а рота входила до складу «Мангальського загону» під командуванням капітана Думітру Утефенеску, завданням якого була охорона південного кордону Добруджі.
Після проходження обов'язкової військової служби 1 листопада 1914 року, після початку Першої світової війни він був зосереджений у тому самому підрозділі. 1 квітня 1915 року 2-й стрілецький полк був сформований шляхом поділу колишнього 1-го стрілецького полку на два окремі підрозділи. 11-та рота з Констанці, членом якої був солдат Костянтин Мусатов, була перейменована в 9-у роту і включена до складу 1-го батальйону новоствореного 2-го стрілецького полку, зберігши колишній гарнізон дислокації. З другої половини 1915 року 1-й батальйон 2-го стрілецького полку був дислокований в Сінаї для забезпечення караульної служби в замку Пелеш. У той же час батальйон був резервом групи прикриття «Межа».